# ستين أم رهين (سويسرا)
ستين أم رهين (بالألمانية: Stein am Rhein) هي إحدى بلديات كانتون شافهوزن في سويسرا. يقدر عدد سكانها بـ 3,189 نسمة .

## أعلام
- رودولف أولريش كرونلين